# 三日市 (黒部市)
三日市（みっかいち）は、富山県黒部市の地名。郵便番号は938-0031。

## 歴史
『郷村名義抄』には、かつては桜井と称していた旨の記述がある。近世は新川郡大布施保、加賀藩に所属していた。
かつては桜井荘と呼ばれ、1670年（寛文10年）時点では村高744石の集落であったが、この地に3日ごとの市が開かれるようになったことから、三日市と呼ばれるようになった。また、北陸街道がこの地を通り、1624年（寛永元年）に愛本橋経由の上街道が接続してからは、御旅屋または本陣が整備され、駅馬19匹を常駐するなど、宿駅として発展するようになった。明治時代初期の大区小区制では、三日市は第一大区小四区に属していた。
かつては三日市村であったが、1889年（明治22年）には三日市町の大字となり、1940年（昭和15年）には桜井町に所属し、1954年（昭和29年）に黒部市の現行大字となる。
1954年（昭和29年）4月上旬から三日市中央通りの2箇所に富山県内最大（当時）のネオン付のアーチを建設し、同年6月に完成した。

## 小・中学校の校区
市立小・中学校に通う場合、学区は以下の通りとなる。
| 番地 | 小学校             | 中学校             |
| ---- | ------------------ | ------------------ |
| 全域 | 黒部市立桜井小学校 | 黒部市立明峰中学校 |

## 施設
当地は現在でも黒部市の中心であることから、各種施設が集中している。

### 公共施設
- 黒部市役所
- 黒部警察署
- 黒部市民病院
- くろべ市民交流センター（あおーよ）
- 黒部市国際文化センターコラーレ
- 富山県立桜井高等学校
- 黒部愛児保育園
- 三日市保育所
- 三島保育所
- 富山県技術専門学院新川センター

### 商業施設、企業
- ウエルシア黒部三日市店
- 富山銀行黒部支店
- 北陸労働金庫黒部支店
- にいかわ信用金庫桜井支店

### その他
- 富山地方鉄道本線
  - 電鉄黒部駅
  - 東三日市駅
- 黒部郵便局
- YKKパッシブタウン
- 八心大市比古神社
- 天神社